# Vladan Đorđević
Vladan Đorđević, político serbio, primer ministro del país entre el 11 de octubrejul./ 23 de octubre de 1897greg. y el 8 de juliojul./ 21 de julio de 1900greg..

## Primer ministro
Amigo personal del exmonarca Milan I, encabezó el Gobierno serbio que se formó tras la renuncia del anterior cuando este regresó a Serbia en octubre de 1897.
Su llegada al Gobierno marcó el fin de un periodo de cercanía a Rusia y la vuelta a una política exterior más favorable a Austria-Hungría. Rusia volvió a respaldar a Bulgaria en la disputa por el control de Macedonia y recibió al pretendiente al trono serbio, Pedro Karađorđević en diciembre de ese año. Retiró asimismo a su embajador en Belgrado y no nombró uno nuevo hasta junio de 1898, sin que esto marcase una mejora de las relaciones bilaterales.
Con Bulgaria las crisis por Macedonia se sucedieron y los intentos de mejorar la situación entre los dos países vecinos fracasaron en 1899. Las conversaciones para lograr un acuerdo con Grecia, también interesada por el control de la región, también resultaron infructuosas.
Durante su periodo al frente del Gobierno, tuvo que afrontar también las disputas entre el nacionalismo serbio y el albanés en territorio otomano, que complicaban las relaciones diplomáticas entre Belgrado y Constantinopla.